# Cantone di Ouzouer-sur-Loire
Il Cantone di Ouzouer-sur-Loire era una divisione amministrativa dell'arrondissement di Orléans.
È stato soppresso a seguito della riforma complessiva dei cantoni del 2014, che è entrata in vigore con le elezioni dipartimentali del 2015.
Comprendeva i comuni di:
- Bonnée
- Les Bordes
- Bray-en-Val
- Dampierre-en-Burly
- Ouzouer-sur-Loire
- Saint-Benoît-sur-Loire